# Globox
 (juillet 2011).
Si vous disposez d'ouvrages ou d'articles de référence ou si vous connaissez des sites web de qualité traitant du thème abordé ici, merci de compléter l'article en donnant les références utiles à sa vérifiabilité et en les liant à la section « Notes et références ».
Globox est un personnage récurrent de la série de jeux vidéo Rayman. Il est apparu dans Rayman 2 et a refait de nombreuses apparitions depuis (parfois en tant que personnage jouable). Il apparait aussi dans le jeu Brawlhalla en tant que skin.

## Physique et psychologie
Globox est un crapaud bleu bipède. Il est plutôt trouillard (il fuit souvent face à des ennemis et laisse Rayman seul) et assez bête mais il est très attaché à ses enfants (il en aurait 650), à sa femme et à Rayman lui-même. Il est plus courageux lorsqu'il est ivre (à cause du jus de prune) et peut dans ce cas tuer des ennemis.

## Apparitions dans les jeux Rayman

### Rayman 2: The Great Escape
Ly confie une mission à Globox : il doit apporter un lum d'argent à Rayman pour lui donner le pouvoir de lancer ses poings afin qu'il puisse s'enfuir de sa prison. Globox se fait donc capturer par les pirates et offre à Rayman le lum d'argent. Les deux compères s'évadent mais Globox est rattrapé par les pirates. Rayman le délivre dans la canopée et Globox, pour le remercier, lui offre un autre lum d'argent et court-circuite les pièges des pirates. Les amis se séparent à la fin du niveau.
Plus tard, on apprend que Globox a été repris par les pirates lorsque ceux-ci ont réduit ses bébés en esclavage. Rayman libère Globox sur le vaisseau pirate et affronte Barbe-Tranchante sans s'occuper plus de Globox. Il est qualifié "d'ennemi public numéro 2", car il fait rouiller les Robots-Pirates en invoquant la pluie. C'est la raison qui pousse ceux-ci à l'enfermer dans la canopée.
Il réapparaît lors de la cinématique de fin aux côtés de plusieurs personnages rencontrés dans le jeu (Ly et Polokus entre autres). Sa femme et quelques-uns de ses enfants sont aussi présents.

### Rayman M
Globox est un personnage jouable dans ce jeu.
En plus de son apparence normale, il a trois skins
- Un ressemblant à une fraise. On l'obtient en terminant la Côte du Couchant en mode Lum Fight.
- Un ressemblant à Rayman. On l'obtient en terminant le Bateau Pirate en mode Popolopoï.
- Un ressemblant à une feuille verte. On l'obtient en terminant la Finale Électrique en mode Lums.

Dans les versions GameCube et Xbox de Rayman Arena (le nom du jeu aux États-Unis), un personnage appelé Dark Globox apparaît. C'est un personnage à part entière, et non un skin de Globox.

### Rayman 3: Hoodlum Havoc
Globox est un personnage très important dans ce jeu. Dès le début, il essaye de sauver Rayman d'une attaque de méchants Hoodlums. Mais il échoue et réussit juste à emporter les poings de Rayman.
Les compères se retrouvent (avec l'aide de Murfy) mais Globox avale André, le chef des Hoodlums. Rayman escorte alors son ami jusqu'au guérisseur de la forêt mais celui-ci se révèle incapable de soigner Globox. Il les envoie alors aux marais crapoteux où Globox est capturé par Razoff le chasseur. Rayman le libère et ils voyagent tous les deux jusqu'à la lande aux esprits frappés pour voir un autre guérisseur.
Hélas, André remonte dans le cerveau de Globox et Rayman est obligé d'accompagner son ami dans le désert des Knaarens. Globox est fait prisonnier par un Knaaren mais Rayman le délivre en battant Reflux, le Knaaren géant. Le guérisseur du désert réussi à faire sortir André du corps de Globox mais le lums noir s'allie à Reflux pour conquérir le monde.
Rayman et Globox empruntent un raccourci puis voyagent dans un bateau et débarquent dans une montagne enneigée puis dans une usine Hoodlums. Les deux amis se séparent quelque temps et se retrouvent dans la tour du Leptys. Globox trouve un véhicule pour aider Rayman et il revient avec ce même véhicule lors du combat final entre Reflux et Rayman. Il permet à ce dernier de vaincre définitivement son ennemi. Puis, Rayman et Globox rentrent terminer leur sieste là où ils l'avaient commencée, au début du jeu.

### Rayman: La Revanche des Hoodlums
Dans ce jeu, Globox est jouable.
Au début, il s'adonne à son activité favorite (la sieste) avant d'être réveillé par un bruit. Il est alors enlevé par les Hoodlums et André (ou plutôt son esprit) reprend possession du corps de Globox.
Après deux niveaux où Globox est le seul PJ, il retrouve Rayman (si celui-ci a terminé ses niveaux) dans le bayou de Bégoniax. Par la suite, les deux amis feront 4 niveaux en coopération (le joueur contrôle les deux personnages à tour de rôle) où Globox se révèle être de plus en plus étrange (il parle de supprimer Rayman). Après que Rayman ait vaincu le monstre incendiaire, il découvre qu'André a repris possession du corps de Globox et qu'il envisage de le transformer en un clone de Reflux.
Rayman retrouve son ami au dernier niveau mais la transformation a déjà eu lieu. Il combat alors Reflux-Globox à contre-cœur. Une fois que le boss est battu, Globox reprend son apparence normale et l'esprit d'André est définitivement chassé du corps de Globox. Celui-ci se réveille mais n'a aucun souvenir des derniers évènements et tout rentre dans l'ordre.

### Rayman OriginsetRayman Legends
Globox est jouable. Sa palette d'action est la même que celle de Rayman et des Ptizêtres (courir, planer...) mais ses actions sont plus drôles (lorsqu'il se baisse, il ressemble à un amas de graisse, lorsqu'il frappe, il tire la langue...). De plus, On apprend dans Rayman Origins qu'à la base, Globox était de couleur rouge, et qu'il est devenu bleu à la suite d'un accident. En effet, Globox mangeait des myrtilles, et confondu un insecte avec le fruit, qui le piqua et changea la couleur de sa peau.

## Autres apparitions
- Brawlhalla : Rayman y est un personnage jouable, et Globox et Barbara des skins d'autres personnages
- Super Smash Bros. for Wii U : Rayman, Globox et Barbara apparaissent en tant que trophée à collectionner